# Hatitia sericea
Hatitia sericea är en spindelart som först beskrevs av Ludwig Carl Christian Koch 1866.  Hatitia sericea ingår i släktet Hatitia och familjen spökspindlar.
Artens utbredningsområde är Colombia. Inga underarter finns listade i Catalogue of Life.